# Perdrix du Dulit
Rhizothera dulitensis
Espèce
Statut de conservation UICN

 VU C2a(i) : Vulnérable
La Perdrix du Dulit (Rhizothera dulitensis) est une espèce d'oiseaux de la famille des Phasianidae.

## Répartition
Cette espèce est endémique de Bornéo.

## Étymologie
Son nom d'espèce, composé de dulit et du suffixe latin -ensis, « qui vit dans, qui habite », lui a été donné en référence au lieu de sa découverte, le mont Dulit (en), dans l’État de Sarawak en Malaisie orientale.
Son nom vernaculaire reprend la même signification.